# Суйстамо (станция)
Суйстамо (карел. stansii Suistamo) — станция (тип населённого пункта) в составе Лоймольского сельского поселения Суоярвского района Республики Карелия России.

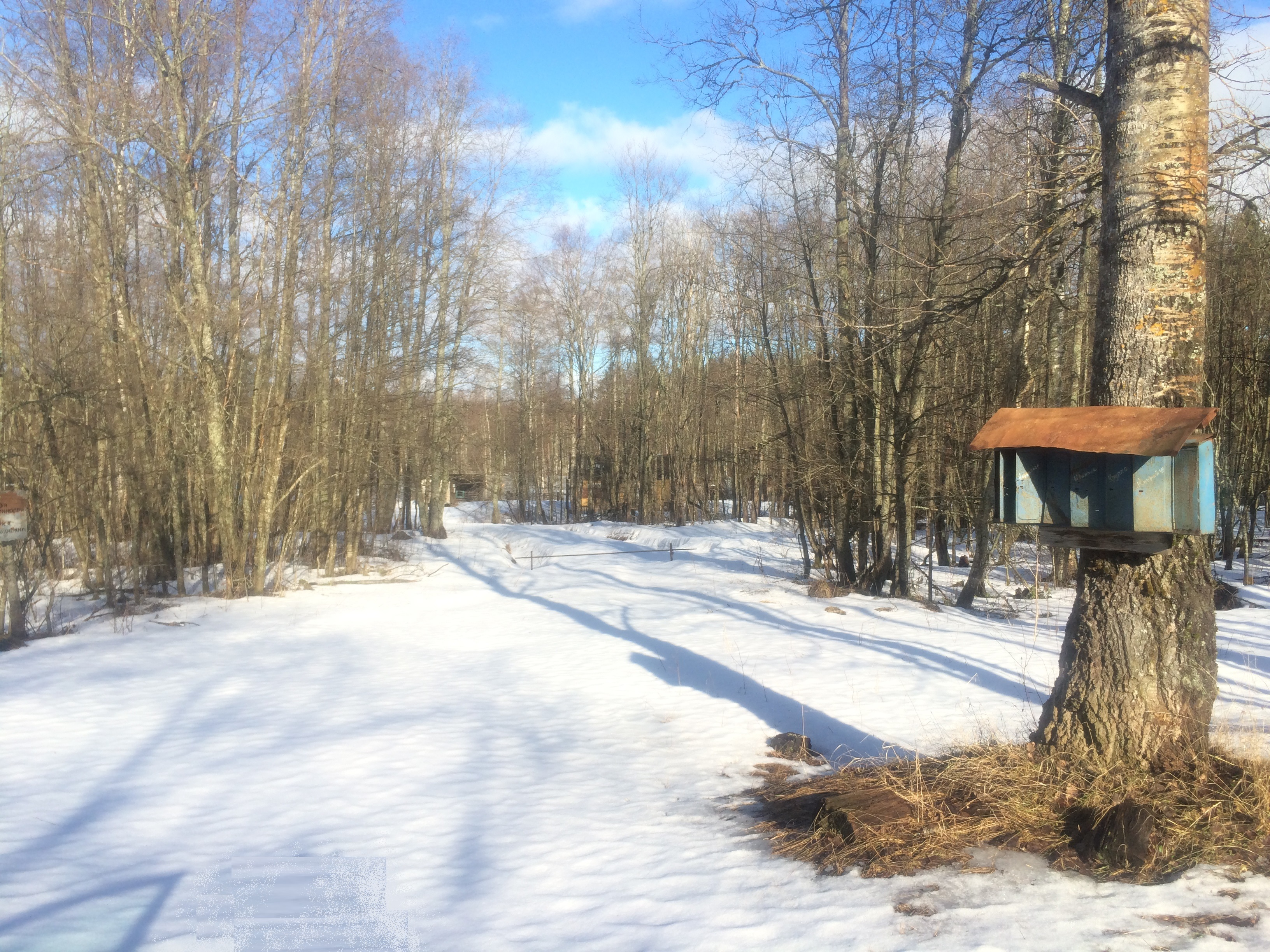

## Общие сведения
Населённый пункт расположен при одноимённом остановочном пункте перегона Янисъярви — Леппясюрья линии Маткаселькя — Суоярви Октябрьской железной дороги. К посёлку подходит автомобильная дорога местного значения 86К-365 («пос. Суйстамо — станция Суйстамо»).

## Население
| 2002 | 2009 | 2010 | 2013 |
| ---- | ---- | ---- | ---- |
| 16   | ↘9   | ↘7   | ↘5   |